# Manel Subirats i Costa
Manel Subirats i Costa   (Mataró, 6 de gener de 1963) és un escriptor, comunicador audiovisual i cooperant internacional. Va crear de la companyia Greendyes Research Lab, que desenvolupa tints per a tèxtil ecològics, en una petita empresa creada a Santa Coloma de Farners, en col·laboració amb les fundacions Emys i Astres. que l'abril 2019 es va integrar en el grup tèxitl barceloní Nextil.
Va ser un dels fundadors i editor de l'editorial Setzevents al llarg dels cinc anys de la seva existència des de 2008 fins 2012 i ha publicat diverses novel·les. El 2012, va publicar Aquelles nits de maig, novel·la ambientada a l'entorn de Miraflores, Colòmbia. El 2013, Seixanta mil paraules, que segons el crític Jordi Capdevila és: «Una novel·la ben narrada, amb un llenguatge precis i amb una dosi d'humor […]». El 2017 va publicar Esplendor.